# Fernando María Castiella
Fernando María Castiella y Maíz (Bilbao, Espanya, 1907 - Madrid, Espanya, 25 de novembre de 1976) va ser un diplomàtic i polític espanyol durant la dictadura franquista. Va ser també catedràtic de Dret Internacional Privat, ambaixador d'Espanya i ministre d'Afers exteriors entre 1957 i 1969.

## Biografia

### Carrera política
Va fer el doctorat en Lleis en la Universitat de Madrid i després es va traslladar a París, Cambridge i Ginebra per ampliar els seus estudis.
Va ser vicepresident de la Confederació Nacional d'Estudiants Catòlics. Més tard, va treballar en el diari de l'Asociación Católica Nacional de Propagandistas El Debate, on va dirigir la secció de política exterior. Va ser nomenat el 1935 catedràtic de Dret Internacional Públic i Privat, i membre del Tribunal Permantent d'Arbitratge Internacional de la Haia (1939 fins a la seva mort). Va ser també voluntari en la Divisió Blava. Posteriorment va ser nomenat el 1943 director de l'Institut d'Estudis Polítics fins a 1948 i primer degà de la Facultat de Ciències Polítiques i Econòmiques de Madrid. Nomenat ambaixador en el Perú i davant el Vaticà (1951-56), va ser ministre d'Afers exteriors espanyol entre 1957 i 1969. Posteriorment va continuar fent classes de doctorat a la Universitat Complutense de Madrid sobre Dret Internacional fins a la seva defunció el 1976.

### Ministre d'Exteriors
Com a Ministre d'Exteriors es va distingir pels seus esforços de negociació amb el Regne Unit, sobre la qüestió de Gibraltar, en el marc del procés de descolonització dut a terme en les Nacions Unides, una constant en la seva gestió, amb resultats infructuosos, així com per la voluntat d'acabar amb l'aïllament internacional de la dictadura franquista. En aquesta línia, va aconseguir la integració d'Espanya en l'OCDE i en el Fons Monetari Internacional. El 9 de febrer de 1962 va fer la sol·licitud d'Espanya d'ingrés en la Comunitat Econòmica Europea per primera vegada, presentada al president del Consell Maurice Couve de Murville. Però atès que era un requisit necessari tenir un règim democràtic va ser denegat, quedant la Comunitat Econòmica Europea com a meta inassolible. Va participar en la Conferència Constitucional (1967-1968) que va elaborar la Constitució de Guinea Equatorial de 1968.

## Escriptor
El 1941 va compartir el Premi Nacional de Literatura amb José María de Areilza per la seva obra Reivindicaciones de España. Publicà el 1976 "Una batalla diplomática " (Ed. Planeta). Celebrant el centenari del seu naixement, la Reial Acadèmia de Ciències Morals i Polítiques li ha dedicat un llibre, Entre la Historia y la Memoria, coordinat per Marcelino Oreja Aguirre, José Joaquín Puig de la Bellacasa, i Rafael Sánchez Mantero.